# 趙可鎔
趙可鎔（1534年—？年），字汝從，四川瀘州民籍，江西南昌府豐城縣人，治《書經》，明朝政治人物。

## 生平
十一月十八日生，行三，由州學附學生中式嘉靖三十七年（1558年）戊午科四川鄉試第六十八名舉人，年二十九歲中式嘉靖四十一年（1562年）壬戌科會試第二百六十八名，第三甲第一百二十四名進士。官湖廣孝感縣知縣。

## 家族
曾祖趙以誠；祖趙琮，知縣；父趙元忠；母龐氏；繼母王氏；宋氏。具慶下。兄可鑑；可銓。